# ウイ川
ウイ川（ウイがわ、ロシア語・カザフ語・バシキール語: Уй）は、ロシアのバシコルトスタン共和国からチェリャビンスク州、クルガン州へと流れる川である。チェリャビンスク州とクルガン州では部分的に、ロシアとカザフスタンの国境に沿って流れる。
トボル川の左支流で、最終的にはエルティシ川・オビ川を経て北極海へ流れる。長さは462km、流域面積は34,400平方km。11月から4月までは凍結する。トロイツクの町と多数の貯水湖（最大のものはトロイツコエ湖）が沿岸に存在する。